# Luserna
Luserna (en allemand : Lusern ou Lusérn avec l'accent mis sur la deuxième syllabe) est une commune italienne d'environ 250 habitants située dans la province autonome de Trente dans la région du Trentin-Haut-Adige dans le nord-est de l'Italie. Il s'agit d'une des enclaves linguistiques germanophones des Cimbres les plus connues en Italie du Nord ; près de 80% de la population parlent le cimbre.

## Étymologie

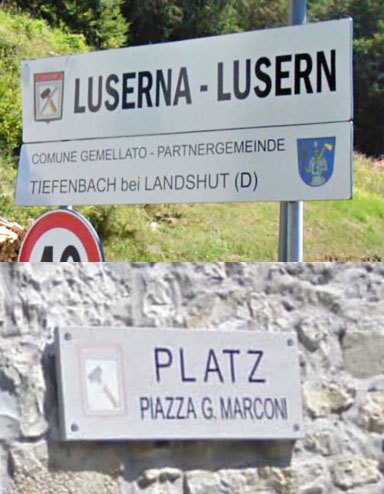
Les plaques de rues et les panneaux d'entrée dans le village sont tous rédigés en deux langues : allemand et italien.

Alors que presque tous les noms de lieux de la municipalité sont dus à ceux de zones adjacentes, venant de termes moyen haut allemands, bavarois ou cimbres, le nom Luserna est clairement d'origine romane. Dans les dossiers de Venise, l'endroit est toujours appelé Liserna (accent sur la deuxième syllabe). Ladin signifie lize, liscio en italien, « surface lisse » ou « glissante ». En dialecte tyrolien Lizum (accent sur la deuxième syllabe) signifie alpage sur la vallée à haute altitude. Lisse, glissante correspond à la situation sur place. 
Une liste de la paroisse de Brancafora (à Piedemonte), compte en 1698 les noms Nicolussi, Gasperi et Oseli. Ceux-ci indiquent aussi les noms d'homonymes dans la partie orientale de Lavarone. Les noms les plus portés sont Nicolussi ou Gasperi, et c'est une particularité de Luserna, ces noms sont portés par encore 90 % de la population avec différents épithètes pour les distinguer. Le prochain nom le plus courant, Pedrazza, est venu plus tard, probablement ajouté par entrées du val Terragnolo. 
Nicolussi est spécifique de l'aire qui comprend les provinces de Bolzano, Trente et Vicence. Cette particularité, la plupart des habitants de Luserna se nomment Nicolussi, vient du fait que quasiment tous les Nicolussi descendraient d'une seule famille Le nom Nicolussi est clairement dérivé du nom moyenâgeux Nicholaus, arrivé à Luserna par un descendant de Giovanni Nicolussi qui, en 1471, a été appelé à témoigner par les comtes Trapp à propos des limites de la seigneurie de Caldonazzo. Les noms de famille à Luserna ont une particularité typique de l'endroit: pour distinguer les différentes familles qui partagent le même nom de famille, elles ont pris le surnom de la famille. Nous avons donc la famille Nicolussi Baiz, la Nicolussi Castellan, la Nicolussi Galen, la Nicolussi Giacomaz, la Nicolussi Golo, la Nicolussi Moz (et Mozze), la Nicolussi Moro, la Nicolussi Moretto, la Nicolussi Neff, la Nicolussi Paolaz, la Nicolussi Plezzo, la Nicolussi Rossi, la Nicolussi Zaiga, la Nicolussi zagher, la Nicolussi Zom etc. 
Tous ces noms dérivent, directement out à travers des modifications patronimiques ou ipocoristiques, de variations du nom médiévale Nicholaus ou Nicolao et de ses dérivés comme Nicola, Nocolo, etc. Traces de ces noms se trouvent par exemple au début du XIVe siècle à Pise : ...Haec autem et ancien Code Msto, existente Florentiae en Bibliotheca nobilis tu vires Antonii Nicolini, describenda curavit illustrissimus comes Albericus Archintus Mediolanensis, Abbas Commendat... et dans les actes d'un procès pour sorcellerie à Bormio en 1519 : ..domina Judith uxor ser Johannis Baptiste de Mariolis de Burmio filia quondam domini Nicolini de Zenonis de Burmio habet super infrascriptis.... 

## Géographie

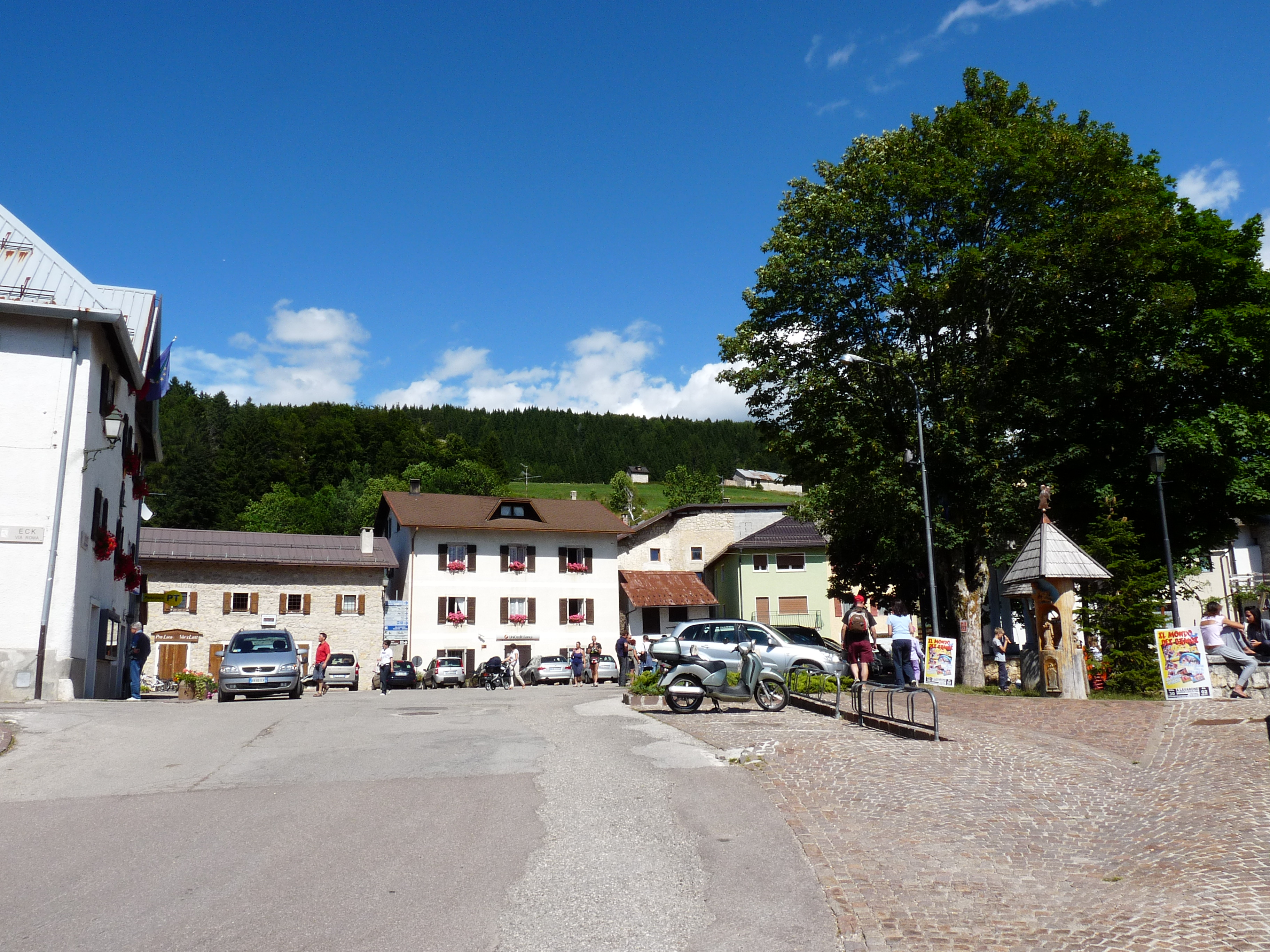
La place Guglielmo Marconi.

Luserne est située à environ 1 350 mètres d'altitude sur les contreforts orientaux du plateau de Lavarone (en allemand : Lafraun ; en cimbre : Lavròu) à environ 600 mètres au-dessus de la rivière Astico, au sud de la partie supérieure du Valsugana et du lac de Caldonazzo.
Le plateau de Luserne couvre environ 20 kilomètres carrés, dont seulement huit appartiennent à la municipalité de Luserne (en cimbre : Kamou vo Lusern). Une partie du plateau de Luserna définit les limites des municipalités de Lavarone, Levico Terme et Caldonazzo. Le plateau est légèrement ondulé, et les montagnes sur le bord nord du plateau n’atteignent pas 2 000 mètres (la plus haute montagne est la Cima Vezzena qui culmine à 1 908 m).
Luserne peut être définie comme un village autour d'une rue, avec en plus un certain nombre de petits hameaux isolés. Le plus grand groupe de ces hameaux est Bisele. Au fil des siècles les pentes ont été nivelées et cela a créé un grand nombre de champs en terrasses et de jardins potagers.
Le climat est caractéristique des hautes montagnes : précipitations de 1 200 millimètres par an, longs hivers avec beaucoup de neige. Les forêts sont des forêts mixtes, avec une dominance de sapins blancs, d'épinettes, de hêtres et de mélèzes. En automne, bien des touristes sont à la recherche des champignons dans les bois, au mécontentement des habitants. 
On peut parvenir à Luserne, soit du sud-est, à travers Asiago (en cimbre : Sleghe) et le Col Vezzena facile à franchir (en cimbre : Vesan ; en allemand : Wiesen) ou du nord-ouest par Pergine, Calceranica et Lavarone (en cimbre : Lavrou ; en allemand : Lafraun) (plus facile, mais un peu long) ou de Levico Terme, par une ancienne voie militaire de l'armée commune austro-hongroise inaugurée en 1911, une passe très petite et escarpée (avec seulement quelques endroits de passage), parcourue de tunnels étroits, non éclairés, mais avec une vue imprenable sur Valsugana et le lac de Caldonazzo : le plus court chemin, mais le plus aventureux.

### Communes limitrophes
Les communes limitrophes sont  Caldonazzo, Lavarone, Levico Terme, Pedemonte, Rotzo et Valdastico.

## Histoire
Sur la « Place de Motze », un point à environ 500 m au nord du hameau de Tetsch (Tezze), les archéologues ont trouvé au cours de fouilles des fragments de poterie et des restes d'anciens fours pour fondre le cuivre datés à environ 1200 av. J.-C. Encore plus tôt, au-dessus des maisons de Bisele, près de Malga Costesin, sur le plateau voisin de Vesan (Altipiano di Vezzena) des traces néolithiques se trouvent sous la forme de menhirs et un autel, ou une pierre sacrificielle . Jusqu'au début du XIIIe siècle, il n'y a pas d'autres preuves archéologiques ou écrites qui témoignent de la colonisation au nord du territoire entre l'Astico au Sud et le Valsugana.

### Époque médiévale
À une dizaine de kilomètres à l'ouest, Folgaria est  mentionné pour la première fois en 1208 dans le Wangianus Codex, le livre de documents officiels de l'évêché de Trente. Il est noté que le 16 février 1216, «  l'évêque Frédéric de Trente ... le Odolrico et Henrico de Posena (Ulric et Henri de Bolzano) donne ...sur les hauteurs de Folgaria à Centa ... pour établir au moins 20 nouvelles fermes, d'y assigner des travailleurs, ce qui permettra la culture et de payer des intérêts à l'évêque ». 
La zone de Luserne d'aujourd'hui a de nouveau été habitée par des gens venus de Lavarone, qui ont utilisé le versant sud ensoleillé de Costa Alta comme pâturage d'été, avant de s'y installer de façon permanente. Le règlement de Luserne est d'abord mentionné dans un document de 1442, par un certain Biagio de Asiago qui a déclaré qu'il avait versé 55 ducats or au duc Frédéric pour l'achat de quatre fermes à Luserne. En 1487, les forces de la république de Venise occupa le territoire de Luserne, après quoi la congrégation de Lavarone demanda, « di poter godere ancora il monte di Luserna », à savoir « continuent d'être autorisés à utiliser la montagne de Luserne ». 

### Temps modernes
La première église fut consacrée à Luserna le 7 octobre 1715, en une paroisse distincte, mais consacrée seulement en 1745 ; le réperoire des baptêmes à Luserna a commencé le 7 octobre 1745. Jusque-là, toutes les pratiques et les besoins de l'église, du baptême à l'enterrement, ont dû être faits à Brancafora dans la vallée de l'Astico, un lieu situé à plus de 800 m de dénivelé sur des sentiers escarpés difficiles - en tout temps, en été et en hiver. Le 4 août 1780, après un différend frontalier, la séparation administrative entre la Magnifica Comunità di Lavarone (« Magnifique Communauté de Lavarone ») et l'Onoranda Vicinia (« Cher Quartier ») de Luserna a eu lieu. Ce lieu à ensuite compté 250 habitants. Depuis, Lusern est une municipalité indépendante. En 1911, une grande partie du village, dont les maisons (comme maintenant) étaient couverts de bardeaux de bois, fut détruite par le feu. Le village a été reconstruit rapidement avec l'aide autrichienne (grâce à une collecte de fonds).

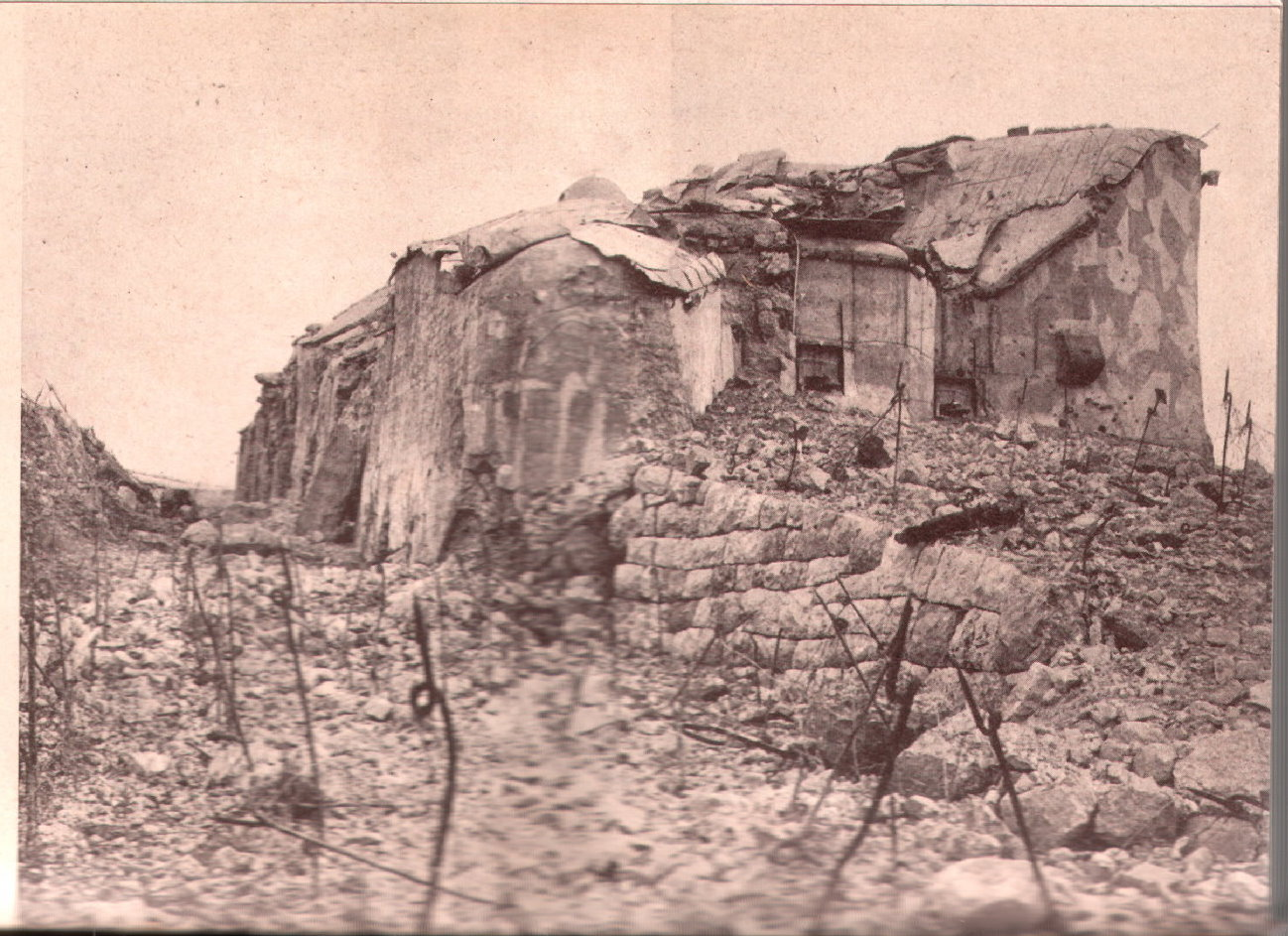
Les fortifications de Luserna après les combats.

L'armée d'Autriche-Hongrie a fait, au-dessus du village, l'une des sept fortifications lourdes construite à des points stratégiques le long de l'ancienne frontière avec le royaume d'Italie entre les monts Maggio dans le sud-ouest et Pizzo di Levico (Spitz Verle) dans le nord-est. La construction de la forteresse, de 1908 à 1912, était pour les résidents de Luserna une bonne source de revenu : toutes les mains et l'aide des collectivités locales avaient été appelées à la préparation de ce projet de construction. Lorsque l'Italie entra dans la Première Guerre mondiale, le 23 mai 1915, Luserna était juste à la frontière, et donc en première ligne entre l'Italie et l'Autriche-Hongrie. « Le 25 mai, le mardi de Pentecôte, à quatre heures et demie du matin, » le Père Josef Pardatscher a écrit dans son journal, « commença le tonnerre de canons, les nôtres et ceux du côté de Verena et Campolongo ». « Nos canons » - ce sont les canons du fort blindé à Luserna. En trois jours du 25 au 28 mai 1915, Luserna a reçu environ 5 000 obus et grenades italiennes allant jusqu'au calibre de 28 cm. Un pilonnage intense a également été enregistré du 15 au 28 août 1915 et à partir du 9 avril à 20 mai 1916. Pas un seul kilomètre du village de Luserna n'a été épargné par ces hostilités. La population a dû quitter le village immédiatement et a été en mesure de ne prendre que le strict nécessaire. Dans Luserna et aux alentours, seuls sont restés les soldats engagés (Schützenkompanie Lusern : compagnie de fusiliers de Lusern), les travailleurs et, à titre d'aumônier, le dernier prêtre allemand de Luserna, Josef Pardatscher de Salurn).
Les Lusernois répartis dans différents villages, dans des logements en Bohême du Nord près d'Aussig, ne pouvaient revenir à leur village totalement détruit en janvier 1919. Le seul bâtiment intact, qui est encore à l'extérieur du village aujourd'hui, était l'ancien bureau de douane autrichien. Le traité de Saint-Germain était signé en faveur de l'Italie et les ressources financières du gouvernement italien ont alors facilité la reconstruction. L'église originelle détruite de façon permanente dans le centre (Saint-Antoine) a été reconstruite en contrebas du village, dans le hameau Tetsch (1920-1923 l'église ; 1928-1929 la tour). Grâce à la reconstruction et une certaine prospérité dans les années 1920, la population a grandi jusqu’à 1 200 habitants, mais a diminué ensuite à 850 en 1935, en raison de la Grande Dépression et de la migration des habitants.
Le 21 octobre 1939, Adolf Hitler et Benito Mussolini ont signé un « accord d'option Tyrol du Sud » sur la réinstallation de la population non-italophone du nord de l'Italie dans les pays et régions sous la domination du Reich allemand. Ceux qui voulaient rester sous le régime fasciste en Italie, ont dû accepter une italianisation en abandonnant leur culture et leur langue maternelle. Beaucoup de Lusernois qui vivaient dans la pauvreté, croyant aux promesses d'une vie meilleure, ont été se réinstaller dans les Reichsgaue de Tyrol-Vorarlberg et de Salzbourg, mais surtout dans le bassin de Budweis (Budějovice) sur le bord de la forêt de Bohême, dans l'ancien protectorat de Bohême et de Moravie. Ceux de la zone autour de Budweis ont été expulsés et fui sans un sou en Italie, à Luserna, quand la Seconde Guerre mondiale a pris fin. Leur réintroduction et surtout la restitution de leurs biens à traîné jusqu'en 1967.

### Après-guerre
En tant que travailleurs migrants en Suisse, en Allemagne, et en particulier dans les centres économiques du nord de l'Italie, Luserna a pu créer une modeste prospérité au cours des dernières décennies. La plupart du temps, les travailleurs éloignés de Luserna maintenaient un contact étroit avec leur communauté d'origine, et beaucoup furent de retour à Luserna après la fin de leurs travaux.
Luserna se tourne aujourd'hui de plus en plus vers le tourisme et joue son rôle de quasi dernier bastion de la langue cimbre. L'emplacement sur les hauteurs de Folgaria, Lavarone et Luserna / Vezzena offre en hiver de bonnes conditions de neige pour le ski alpin et le ski de fond ; toutefois, la destruction du paysage par les systèmes de téléphériques est visible, en particulier dans la zone Folgaria. En été, le climat plutôt doux pour la randonnée et le VTT invite à se promener sur les hauteurs historiques, des prairies et des forêts. De plus, Luserna pense aujourd'hui en termes de tourisme « doux » et durable, et tourne son offre vers le bien-être ou encore les bains.

## Démographie
| Année     | 1921 | 1931 | 1951 | 1961 | 1971 | 1981 | 1991 | 2001 | 2011 |
| --------- | ---- | ---- | ---- | ---- | ---- | ---- | ---- | ---- | ---- |
| Résidents | 906  | 846  | 640  | 642  | 561  | 456  | 386  | 297  | 279  |

Source: ISTAT

## Culture cimbre

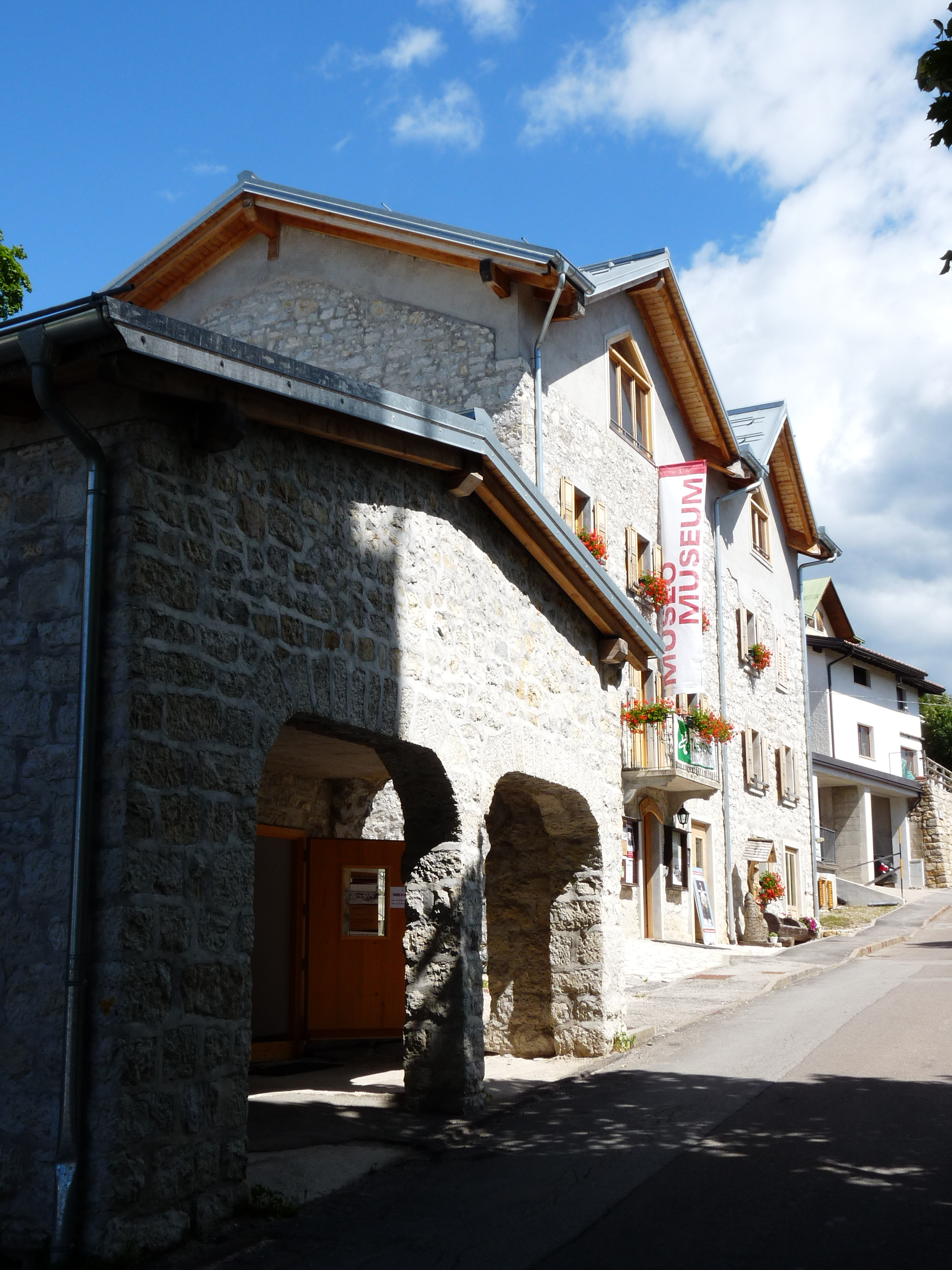
Le centre de documentation Luserna.

Luserna, qui se trouve sur le plateau d'Asiago, à 1 333 mètres d’altitude, à environ 40 kilomètres au sud-est de Trente, peut être considéré comme le territoire officiel de la minorité Cimbres (ethnie). En effet, c'est l'une des communes italiennes où la langue cimbre est la mieux préservée : selon un recensement de 2011, 83,8 % de la population y parle le cimbre, une langue d’origine bavaroise considérée comme une des formes d’allemand les plus anciennes.
Le centre de documentation Luserna initie régulièrement des expositions et des publications sur l'histoire variée des plateaux et de la culture des Cimbres et la langue.

## Administration[13],[14]
| Période                                  | Période    | Identité                  | Étiquette       | Qualité                                                               |
| ---------------------------------------- | ---------- | ------------------------- | --------------- | --------------------------------------------------------------------- |
| 09/05/2015                               |            | Nicolussi Paolaz Luca     | Burtzan         | employé des administrations , des organismes et des entités publiques |
| 09/05/2010                               | 08/05/2015 | Nicolussi Paolaz Luca     | Burtzan         | employé des administrations , des organismes et des entités publiques |
| 09/05/2005                               | 08/05/2010 | Nicolussi Castellan Luigi | Vor Lusern 2005 | directeur centre culturel cimbre                                      |
| 09/05/2000                               | 08/05/2005 | Nicolussi Castellan Luigi | Vor Lusern 2000 | directeur centre culturel cimbre                                      |
| Les données manquantes sont à compléter. |            |                           |                 |                                                                       |

## Jumelages
Luserna est jumelée avec :
- Tiefenbach (Landshut) (Allemagne) depuis 2001, commune de Bavière, dans le sud-est de l'Allemagne.

## Autre
Luserna compte aussi des spécialités culinaires telles que le fromage Vezzena, maintenant connu et demandé à l'échelle nationale.
Le plus célèbre fils du village est l'avocat et homme politique Eduard Reut-Nicolussi (1888-1958).